# Bibi Besch
Bibiana 'Bibi' Besch (Wenen, 1 februari 1940 – Los Angeles, 7 september 1996) was een Oostenrijks-Amerikaans actrice.

## Biografie
Besch werd geboren in Wenen en had twee zussen en een broer. Zij groeide op in Westchester County en ging daar naar de high school, later verhuisde zij naar New York.
Besch begon in 1964 met acteren in de televisieserie NBC Children's Theatre. Hierna heeft zij nog meerdere rollen gespeeld in televisieseries en films zoals The Edge of Night (1969-1970), Meteor (1979), The Day After (1983), Dynasty (1984-1985), Falcon Crest (1985-1986), Steel Magnolias (1989), Tremors (1990), My Family (1995) en Rattled (1996).
Besch was ook actief in het theater, zo maakte zij haar debuut op Broadway in 1964 met het toneelstuk The Chinese Prime Minister als Roxane en Alice en in 1974 speelde zij in Fame als Eunice, Eva en Luba.
Besch is de moeder van actrice Samantha Mathis. In september 1996 overleed Besch aan de gevolgen van borstkanker.

## Prijzen[1]
- 1993 Emmy Awards in de categorie Uitstekende Gast Actrice in een Drama Serie met de televisieserie Northern Exposure – genomineerd.
- 1992 Emmy Awards in de categorie Uitstekende Actrice in een Bijrol in een Film met de film Doing Time on Maple Drive – genomineerd.
- 1984 Razzie Awards in de categorie Slechtste Actrice in een Bijrol met de film The Lonely Lady – genomineerd.

## Filmografie

### Films
Selectie:
- 1996 Rattled – als Gail Hendershot
- 1995 My Family – als mrs. Gillespie
- 1993 The Last Shot – als Helen Tullis
- 1990 Tremors – als Megan
- 1989 Steel Magnolias – als Belle Marmillion
- 1989 Kill Me Again – als secretaresse van Jack
- 1988 Dead Solid Perfect – als Rita
- 1987 Who's That Girl – als mrs. Worthington
- 1983 The Day After – als Eve Dahlberg
- 1983 The Lonely Lady – als Veronica Randall
- 1982 Star Trek II: The Wrath of Khan - als Carol
- 1979 Meteor – als Helen Bradley

### Televisieseries
Uitgezonderd eenmalige gastrollen. 
- 1995 – 1996 The Jeff Foxworthy Show – als Lois – 5 afl.
- 1992 – 1993 Northern Exposure – als Jane O'Connel – 2 afl.
- 1988 Family Ties – als dr. Hewitt – 2 afl.
- 1985 – 1986 Falcon Crest – als Caroline Earle – 6 afl.
- 1984 – 1985 Dynasty – als Dr. Veronica Miller – 3 afl.
- 1983 Likely Stories, Vol. 3 – als Beth Warner - ? afl.
- 1980 – 1981 Secrets of Midland Heights – als Dorothy Wheeler – 2 afl.
- 1980 Skag – als Pauline – 2 afl.
- 1974 Somerset – als Eve Lawrence – 5 afl.
- 1966 – 1967 The Secret Storm – als Janet Hill

- Biblioteca Nacional de España: XX4919456
- Bibliothèque nationale de France: cb14155572c (data)
- International Standard Name Identifier: 0000 0000 4240 256X
- Library of Congress Control Number: n93062528
- MusicBrainz: 33051fb6-f586-4b50-97aa-ff9ab136ff08
- Virtual International Authority File: 14981852
- WorldCat: E39PBJwdfkH8CbqPdJQpgWQcyd

1. ↑  (en) Prijzen op IMDb